# Hércules Farnésio
Hércules Farnésio ou Hércules Farnese (em italiano:  Ercole Farnese) é uma antiga estátua de Hércules, provavelmente uma cópia ampliada realizada no início do século III e assinada por Glicão, do qual nenhuma outra obra é conhecida; apesar do nome do artista ser grego, é possível que ele tenha trabalhado em Roma. Como muitas outras esculturas da Roma Antiga, trata-se de uma cópia de um original grego muito mais antigo muito famoso, neste caso uma obra de Lísipo (ou alguém de seu círculo), possivelmente do século IV a.C. A cópia foi criada para decorar as Termas de Caracala, em Roma, inaugurado em 216, onde foi redescoberta em 1546; ela está hoje no Museu Arqueológico Nacional de Nápoles juntamente com outras obras da famosa Coleção Farnese. É uma das mais famosas esculturas da Antiguidade Clássica e ajudou a fixar a imagem do mítico herói grego na imaginação europeia.
A obra é uma gigantesca estátua de mármore esculpida com base num original perdido de bronze fundido utilizando o método da cera perdida. Ela representa um Hércules musculoso e cansado apoiado em sua maça, que tem estendida sobre ela a pele do leão de Nemeia (cuja caçada foi a primeira de suas tarefas na mitologia grega). Ele teria acabado de encerrar suas Doze Tarefas, o que é sugerido pelas maçãs de Hespérides que ele segura com as mãos nas costas. 
O tipo era bem conhecido na Antiguidade e entre as muitas outras versões, uma reduzida em bronze helenística ou romana, encontrada em Foligno, está no Louvre em Paris. Uma pequena cópia romana em mármore pode ser apreciada no Museu da Antiga Ágora, em Atenas.

## História
Logo após ter sido descoberta, a estátua de Hércules rapidamente foi adquirida para a coleção do cardeal Alessandro Farnese, neto do papa Paulo III, onde ganhou seu nome. Alessandro estava em condições de formar uma das maiores coleções de escultura clássica amealhadas desde a Antiguidade, a Coleção Farnese. A estátua permaneceu abrigada em um recinto próprio no Palazzo Farnese, em Roma, onde estava rodeada por afrescos dos feitos míticos do herói pintados por Annibale Carracci e seu estúdio na década de 1590. A estátua foi levada para Nápoles em 1787 juntamente com o resto da coleção e atualmente está em exibição no Museu Arqueológico Nacional da cidade.
A escultura foi remontada e reformada em vários estágios. Segundo uma carta de Guglielmo della Porta, a cabeça foi descoberta separadamente num poço no Trastevere e foi levada até Alessandro Farnese por obra de della Porta. As pernas esculpidas por ele para completar a figura eram tidas em tamanha estima que quando as pernas originais foram recuperadas em escavações posteriores nas Termas de Caracala, as de della Porta foram preservadas, por conselho de Michelângelo, para demonstrar que escultores modernos poderiam ser diretamente comparados com os antigos. As pernas originais, parte da Coleção Borghese, só foram reunidas com o restante da estátua em 1787 Goethe, em sua viagem pela Itália, relembra suas impressões distintas ao ver Hércules com as pernas originais e as novas ao afirmar-se maravilhado pela clara superioridade das originais.

## Iconografia
Hércules foi capturado num raro momento de repouso. Inclinando-se em sua maça cheia de saliências recoberta pela pele do Leão de Nemeia, ele segura as maçãs das Hespérides, mas esconde-as em sua mão direita às costas. Muitas gravuras e xilogravuras espalharam a fama do "Hércules Farnésio" por toda a Europa. Já em 1562, a estátua estava incluída numa coleção de gravuras conhecida como "Speculum Romanae Magnificentiae" ("Espelho da Magnificência de Roma") e connoisseurs, artistas e turistas podiam admirar uma cópia da estátua, que ficava no pátio do Palazzo Farnese protegida sob uma arcada. Em 1590, durante sua viagem a Roma, Hendrik Goltzius desenhou-a neste local. No ano seguinte, ele registrou também a menos conhecida vista posterior numa gravura que enfatiza a já exagerada forma muscular do herói, com com linhas inchadas e afuniladas fluindo pelo contorno. O jovem Rubens também criou rápidos esboços dos planos e do corpo da estátua. Antes do advento da fotografia, estas eram as únicas formas de popularizar a imagem de estátuas famosas.

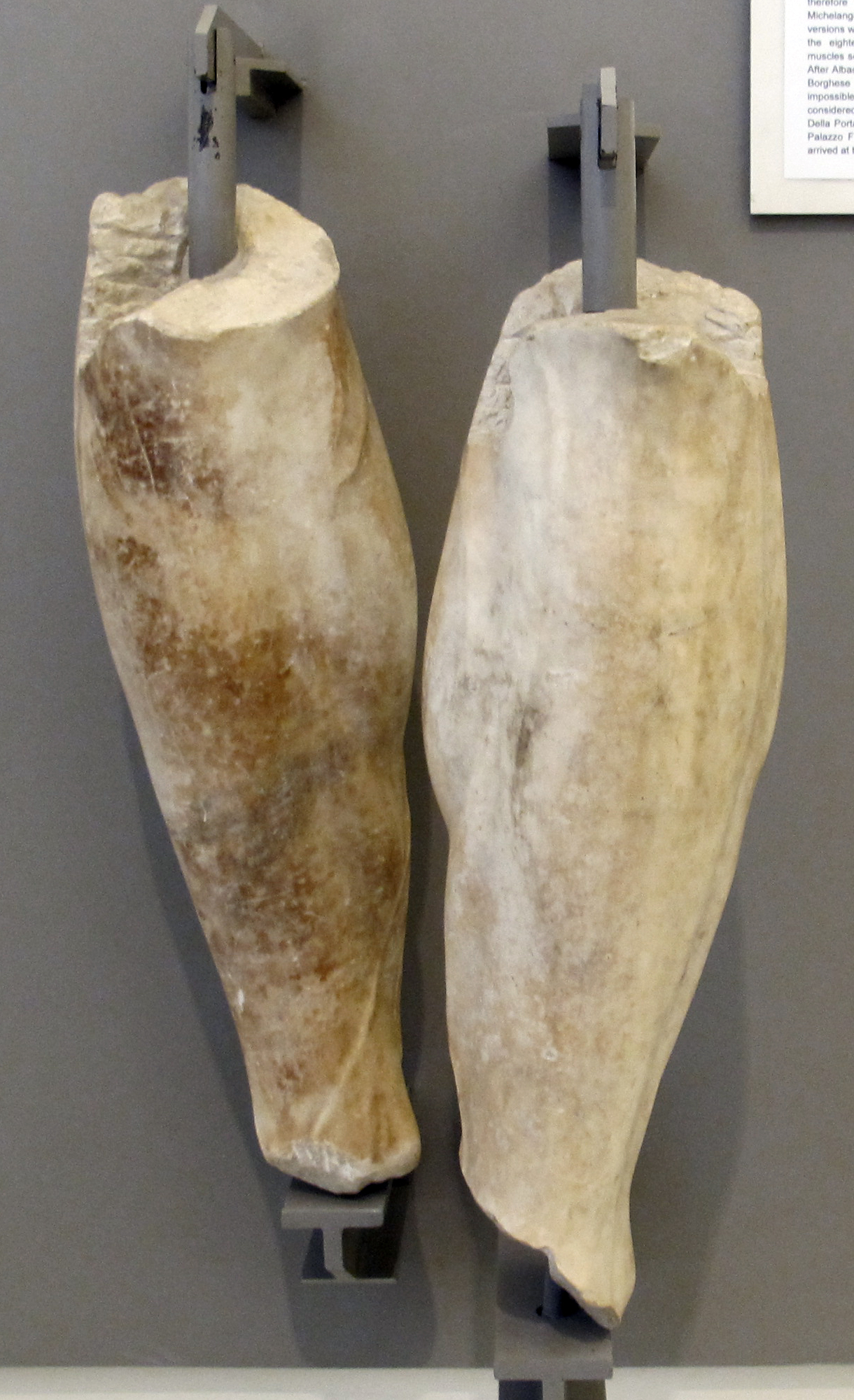
As pernas esculpidas por Guglielmo della Porta, também preservadas em Nápoles

A escultura foi muito admirada desde a sua descoberta, com as reservas em relação à musculatura exagerada aparecendo apenas no final do século XVIII Napoleão teria dito a Antonio Canova que a sua ausência nos museus de Paris era a lacuna mais importante na coleção que ele havia amealhado através de suas conquistas. Mais de uma vez, a escultura chegou a ser embalada para o envio para Paris antes de Napoleão ter sido obrigado a fugir de Nápoles.

## Outras cópias antigas
A estátua original de Lísipo era muito apreciada pelos antigos romanos e cópias foram encontradas em muitos palácios e ginásios romanos. Uma delas, mais rudimentar, ficava no palácio do Palazzo Farnese e uma outra com uma assinatura falsificada de Licipo, mas provavelmente antiga, ficava no pátio do Palazzo Pitti, em Florença, desde o século XVI. Entre as cópias mais famosas estão:
- Uma cópia romana do século II na Galeria Uffizi, em Florença.
- O "Hércules Cansado", uma estátua romana de mármore bastante fragmentada escavada em 1980 em Perge, na Turquia. A parte superior do torso, saqueada, foi vendida para o Museu de Belas Artes de Boston em 1981 e devolvida à Turquia em 2011. Atualmente está em exposição no Museu de Antalya[7].
- Uma estátua colossal recuperada nas termas de Hipo Régio (Annaba), na Argélia.
- "Hércules Descansando", no Hermitage, em São Petersburgo.
- Uma estátua sem cabeça em mármore pariano do final do período helenístico e muito danificada recuperada no Naufrágio de Anticítera em 1901, atualmente no Museu Arqueológico Nacional de Atenas[8].

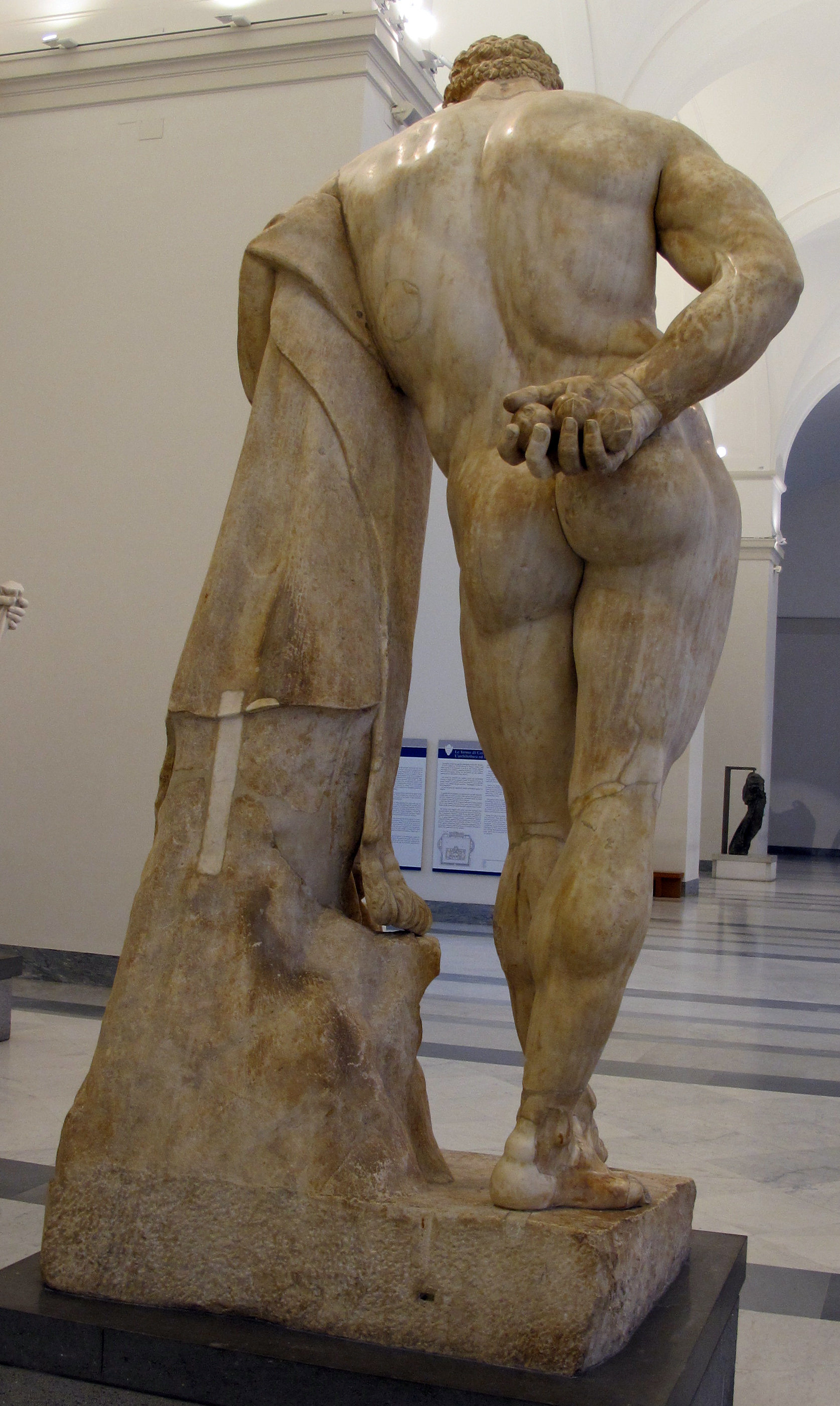
Vista posterior destacando as maçãs das Hespérides em sua mão direita.

- Estátua sem cabeça no Museu Arqueológico e Etnográfico de Izmit, na Turquia.
- Um torso sem cabeça danificado encontrado nas termas romanas da vila bizantina do vale de Jezreel.
- Um torso sem cabeça danificado encontrado no Amphiareion de Oropos e atualmente no Museu Arqueológico Nacional de Atenas.
- Um torso sem cabeça danificado do século II ou III atualmente no Museu de Saint-Raymond, em Toulouse, França.
- Estatueta do século II no Detroit Institute of Arts.
- Estatueta de bronze com olhos incrustados de prata de 40-70 d.C. na Getty Villa.

## Cópias posteriores
Depois da descoberta do Hércules Farnésio, cópias apareceram em jardins dos séculos XVI e XVII por toda a Europa. Durante a construção da Alameda de Hércules (1574), em Sevilha, o mais antigo jardim público preservado na Europa, foram instaladas na sua entrada duas colunas de um templo romano, elementos de um edifício ainda preservado em Mármoles, um sinal inquestionável da admiração pelos sítios arqueológicos romanos. Nelas foram colocadas duas esculturas de Diego de Pesquera (1574) comemorando Hércules como fundador da cidade e Júlio César como restaurador de Híspalis. A primeira era uma cópia do Hércules Farnésio quase do mesmo tamanho monumental da original Em Wilhelmshöhe, perto de Cassel, uma versão colossal com 8,5 m de altura, esculpida por Johann Jacob Anthoni (1713–1717), tornou-se o símbolo da cidade.
André Le Nôtre colocou uma versão no tamanho original e dourada na linha do horizonte na extremidade da vista principal em Vaux-le-Vicomte. No Palácio de Versailles está uma cópia de Jean Cornu (1684–1686). Na Escócia, uma rara cópia em chumbo da primeira metade do século XVIII está situada, de forma bastante incongruente, no centro das Terras Altas, dominando o recém-restaurado Jardim de Hércules na propriedade do Castelo Blair. Colecionadores ricos também encomendaram inúmeras réplicas em bronze criadas em tamanhos variados para servir como centro de mesa.
Uma réplica intitulada "Héracles em Ítaca" foi erigida em 1989 no campus da Universidade Cornell em Ítaca, um presente de seu escultor, Jason Seley, um professor de Belas-Artes. Seley criou a escultura em 1981 utilizando para-choques cromados de automóveis.